# 哈格萊雷山
46°50′11″N 8°02′33″E / 46.83639°N 8.04250°E
哈格萊雷山（德語：Haglere）是瑞士的山峰，位於該國中部，處於盧塞恩州和上瓦爾登州接壤的邊界，屬於埃默河谷山的一部分，該山峰海拔高度1,949米。